# Nijenheim
Nijenheim is een buurt in de Nederlandse gemeente Zeist en is tussen 1972 en 1977 gebouwd samen met de wijken Brugakker, Couwenhoven, Crosestein en De Clomp. Deze buurten samen maken de wijk Zeist-West. De buurt Nijenheim heeft 2.665 inwoners (2023).
Nijenheim is een buurt met zowel eengezinswoningen als flats. Een aanzienlijk deel van de bevolking bestaat uit niet-westerse allochtonen, voornamelijk uit Marokko.
De buurt wordt gekenmerkt door het feit dat alle straten in de buurt de naam Nijenheim dragen, waarbij de huisnummers telkens vooraf worden gegaan door een tweecijferig nummer dat in feite de straat aanduidt, gevolgd door twee cijfers die daadwerkelijk het huisnummer aangeven. Hierdoor bestaan de adressen Nijenheim 1 t/m Nijenheim 1000 niet, en is het laagste huisnummer 1001.